# Philemon
A Philemon a madarak osztályának verébalakúak (Passeriformes) rendjébe és a mézevőfélék (Meliphagidae) családjába tartozó nem.

## Rendszerezésük
A nemet Louis Pierre Vieillot francia ornitológus írta le 1816-ban, az alábbi fajok tartoznak ide:
- mamberano csupaszfejű-mézevő (Philemon brassi)
- timori csupaszfejű-mézevő (Philemon inornatus)
- szürke csupaszfejű-mézevő (Philemon kisserensis[1] vagy Philemon citreogularis kisserensis)[2]
- fényeshomlokú csupaszfejű-mézevő (Philemon citreogularis)
- törpe csupaszfejű-mézevő (Philemon meyeri)
- morotai csupaszfejű-mézevő (Philemon fuscicapillus)
- manus-szigeti csupaszfejű-mézevő (Philemon albitorques)
- új-írországi csupaszfejű-mézevő (Philemon eichhorni)
- új-britanniai csupaszfejű-mézevő (Philemon cockerelli)
- Philemon plumigenis[1]
- sisakos csupaszfejű-mézevő (Philemon buceroides)
- pápua csupaszfejű-mézevő (Philemon novaeguineae[1] vagy Philemon buceroides novaeguineae)[2]
- Philemon yorki[1] vagy Philemon buceroides yorki[2]
- fehérfejű csupaszfejű-mézevő (Philemon argenticeps)
- orrszarvúmézevő (Philemon corniculatus)
- új-kaledóniai orrszarvúmézevő (Philemon diemenensis)
- burui csupaszfejű-mézevő (Philemon moluccensis)
- serami csupaszfejű-mézevő (Philemon subcorniculatus)